# Casey Sander
Clinton O. Sander, detto Casey (Washington, 6 luglio 1956), è un attore statunitense.

## Filmografia parziale

### Cinema
- Omicidio a luci rosse (Body Double), regia di Brian De Palma (1984)
- L'aereo più pazzo del mondo 3 (Stewardess School), regia di Ken Blancato (1986)
- La retata (Dragnet), regia di Tom Mankiewicz (1987)
- L'ultima battuta (Punchline), regia di David Seltzer (1988)
- Predator 2, regia di Stephen Hopkins (1990)
- Orchidea selvaggia 2 (Wild Orchid II: Two Shades of Blue), regia di Zalman King (1991)
- Solo due ore (16 Blocks), regia di Richard Donner (2006)
- Shaggy Dog - Papà che abbaia... non morde (The Shaggy Dog), regia di Brian Robbins (2006)
- Penny Dreadful, regia di Richard Brandes (2006)
- Il peggior allenatore del mondo (The Comebacks), regia di Tom Brady (2007)
- Ricomincio da zero (Crazy on the Outside), regia di Tim Allen (2010)
- Focus - Niente è come sembra (Focus), regia di Glenn Ficarra e John Requa (2015)
- Vice - L'uomo nell'ombra (Vice), regia di Adam McKay (2018)

### Televisione
- Professione pericolo (The Fall Guy) – serie TV, un episodio (1982)
- Dallas – serie TV, 2 episodi (1984)
- Falcon Crest – serie TV, un episodio (1984)
- Love Boat – serie TV, un episodio (1984)
- Visitors (V) – serie TV, un episodio (1984)
- Supercar (Knight Rider) – serie TV, un episodio (1984)
- Top Secret (Scarecrow and Mrs. King) – serie TV, un episodio (1985)
- Casalingo Superpiù (Who's the Boss?) – serie TV, un episodio (1986)
- Punky Brewster – serie TV, 2 episodi (1986-1988)
- T.J. Hooker – serie TV, un episodio (1986)
- Vita col nonno (Our House) – serie TV, un episodio (1986)
- La famiglia Hogan (The Hogan Family) – serie TV, un episodio (1987)
- Due come noi (Jake and the Fatman) – serie TV, 4 episodi (1987-1988)
- Hotel – serie TV, un episodio (1987)
- Magnum, P.I. – serie TV, un episodio (1987)
- California (Knots Landing) – serie TV, 3 episodi (1989)
- Matlock – serie TV, un episodio (1989)
- Quattro donne in carriera (Designing Women) – serie TV, un episodio (1989)
- Cuori senza età (The Golden Girls) – serie TV, un episodio (1990)
- Hardball – serie TV, un episodio (1990)
- Hunter – serie TV, un episodio (1991)
- In famiglia e con gli amici (Thirtysomething) – serie TV, un episodio (1991)
- In viaggio nel tempo (Quantum Leap) – serie TV, un episodio (1991)
- Quell'uragano di papà (Home Improvement) – serie TV, 10 episodi (1991-1999)
- Ragionevoli dubbi (Reasonable Doubts) – serie TV, 2 episodi (1991)
- Una bionda per papà (Step by Step) – serie TV, un episodio (1992)
- Dream On – serie TV, 2 episodi (1992)
- Willy, il principe di Bel-Air (The Fresh Prince of Bel-Air) – serie TV, un episodio (1992)
- Renegade – serie TV, un episodio (1993)
- Grace Under Fire – serie TV, 112 episodi (1993-1998)
- Dharma & Greg – serie TV, un episodio (1999)
- Jarod il camaleonte (The Pretender) – serie TV, un episodio (2000)
- Tucker – serie TV, 13 episodi (2000-2001)
- Son of the Beach – serie TV, un episodio (2001)
- Malcolm (Malcolm in the Middle) – serie TV, 2 episodi (2001-2003)
- JAG - Avvocati in divisa (JAG) – serie TV, un episodio (2001)
- Buffy l'ammazzavampiri (Buffy the Vampire Slayer) – serie TV, un episodio (2002)
- Boston Public – serie TV, un episodio (2002)
- Las Vegas – serie TV, 4 episodi (2004-2007)
- Mystery Woman – serie TV, 10 episodi (2005-2007)
- Studio 60 on the Sunset Strip – serie TV, 2 episodi (2007)
- NCIS - Unità anticrimine (NCIS) – serie TV, episodio 6x04 (2008)
- The Glades – serie TV, un episodio (2010)
- Mad Men – serie TV, un episodio (2010)
- Le regole dell'amore (Rules of Engagement) – serie TV, un episodio (2010)
- Sons of Anarchy – serie TV, 2 episodi (2010)
- The Mentalist – serie TV, un episodio (2011)
- Harry's Law – serie TV, un episodio (2011)
- The Middle – serie TV, 3 episodi (2011-2013)
- CSI: NY – serie TV, un episodio (2011)
- Justified – serie TV, 3 episodi (2011-2013)
- Criminal Minds – serie TV, un episodio (2012)
- The Big Bang Theory – serie TV, 6 episodi (2012-2015)
- Marvin Marvin – serie TV, 17 episodi (2012-2013)
- Lab Rats – serie TV, un episodio (2014)
- Silicon Valley – serie TV, un episodio (2014)
- NCIS: Los Angeles – serie TV, un episodio (2014)
- The Newsroom – serie TV, un episodio (2014)
- Castle – serie TV, episodio 8x04 (2015)
- Grey's Anatomy – serie TV, un episodio (2015)
- Agent Carter – serie TV, 2 episodi (2016)
- Grace and Frankie – serie TV, un episodio (2016)
- C'è sempre il sole a Philadelphia (It's Always Sunny in Philadelphia) – serie TV, un episodio (2017)
- Colony – serie TV, 2 episodi (2017)
- The Orville – serie TV, un episodio (2017)
- The Neighborhood – serie TV, un episodio (2019)
- The Ranch – serie TV, 4 episodi (2019-2020)

## Doppiatori italiani
Nelle versioni in italiano delle opere in cui ha recitato, Casey Sander è stato doppiato da:
- Saverio Moriones in CSI: NY, Castle, Agent Carter
- Stefano De Sando in La libreria del mistero, The Big Bang Theory (ep. 5x23-5x24)
- Diego Reggente in NCIS - Unità anticrimine, Criminal Minds
- Gaetano Varcasia in La retata
- Mauro Gravina in Airport '96 - Ostaggi a bordo
- Toni Orlandi in Malcolm
- Dante Biagioni in Solo due ore
- Angelo Nicotra in The Glades
- Domenico Crescentini in Sons of Anarchy
- Luciano Roffi in The Mentalist
- Paolo Buglioni in The Middle
- Gianluca Machelli in Mad Men
- Michele Gammino in The Big Bang Theory
- Mario Zucca in Marvin Marvin
- Dario Penne in NCIS: Los Angeles
- Gianni Giuliano in Grey's Anatomy
- Nicola Braile in Colony (ep. 2x03)
- Marco Fumarola in Colony (ep. 2x13)
- Edoardo Siravo in The Neighborhood